# Gottlieb Haberlandt
Gottlieb Johann Friedrich Haberlandt, född 5 juni 1854 i Ungarisch-Altenburg, död 30 januari 1945 i Berlin, var en österrikisk botaniker. Han var son till Friedrich Haberlandt.
Haberlandt blev 1888 ordinarie professor vid universitetet i Graz och direktör för botaniska trädgården där, 1910 professor i Berlin och föreståndare för Berlin universitets växtfysiologiska institut. Han tillhörde de mest framstående representanterna för den Simon Schwendeners riktning inom botaniken och främjade även växtfysiologin. Han var ledamot av vetenskapsakademierna i Berlin, Wien och Stockholm.